# 黎巴嫩餐

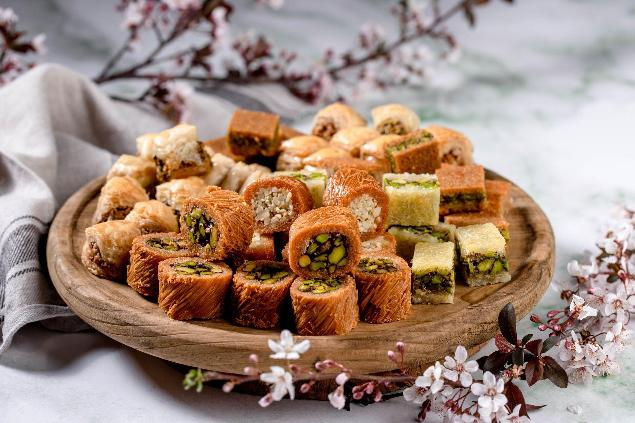
黎巴嫩产的巴克拉瓦

黎巴嫩餐（法語：cuisine libanaise）是源自黎巴嫩的烹飪傳統菜系。其特色為大量使用穀類、水果、蔬菜、新鮮魚類與海鮮。黎巴嫩人食用家禽多於紅肉，若使用紅肉，則多為羊肉或山羊肉。料理中常大量使用大蒜與橄欖油，並以鹽與檸檬汁調味。鷹嘴豆與香芹亦為黎巴嫩飲食的主角。
知名料理包括巴巴加努吉、塔布勒沙拉、sfeeha、油炸鷹嘴豆餅與沙威玛。 鷹嘴豆泥是一道鷹嘴豆製成的經典料理，是許多餐點的重要組成部分，並常與薄餅一同食用。 餐桌上常見的還有番茄、黃瓜、薄荷、橄欖與醃菜拼盤，以及餐後的水果與黎巴嫩咖啡。知名甜點包括巴克拉瓦與卡阿克（ka'ak），另有一些節慶或特殊場合才會製作的點心，如布丁蛋糕（meghli）——以米布丁為基底，加入八角、葛縷子與肉桂等香料，常於家庭新生兒誕生時供食。
亞力酒為八角風味的蒸餾酒，為黎巴嫩的國民飲品，常搭配傳統黎巴嫩合餐享用。另有歷史悠久的黎巴嫩葡萄酒。

## 概述
黎巴嫩料理多以橄榄油轻煎、烘烤或炙烤方式烹调；除了某些甜点之外，很少使用奶油或鲜奶油。蔬菜通常生吃、腌渍，或加热食用。与大多数地中海国家类似，黎巴嫩人饮食多取决于季节与食材供应。
黎巴嫩料理也因地域不同而有所差异。黎巴嫩南部以其绞肉菜肴（kibbe）著称，贝卡谷地则以其肉馅饼（如sfiha）闻名，而北黎巴嫩省和赛达则盛产各类甜点。

## 历史

黎巴嫩（红色）位于地中海东部盆地与阿拉伯半岛内陆、西亚的交汇处

黎巴嫩料理历史悠久，是地中海东部料理传统的一部分。许多黎巴嫩菜肴可追溯至数千年前，经历了腓尼基、波斯帝国、古埃及、新巴比伦帝国、古罗马、古希腊、拜占庭帝国、阿拉伯帝国以及奥斯曼帝国等多个时期的统治与影响。
在过去500年间，黎巴嫩料理也受到多个外来政权的持续影响。1516年至1918年间，奥斯曼帝国统治黎巴嫩，并引入多种食材和料理方式，例如大量使用羊肉，这些元素至今仍是黎巴嫩饮食的基本组成部分。1914年至1918年间的第一次世界大战后土耳其人战败，法国接管黎巴嫩直至1943年独立。在法属时期，法式料理如焦糖布丁、卡士达、闪电泡芙、炸薯条与可颂等也被引入黎巴嫩饮食文化。
遍布世界的黎巴嫩侨民也为黎巴嫩料理带来新的食材、香料与烹饪技巧，使其不断创新，并在国内外均享有盛誉。 厨师兼作家塔拉·卡塔尔（Tara Khattar）将她的风格称为“进步派黎巴嫩料理”。
黎巴嫩料理也在澳大利亚和巴西等地根深蒂固。 它不仅成为黎巴嫩侨民在全球各地维系文化认同与经济来源的重要方式， 同时也是许多个人与企业拓展国际餐饮市场的投资契机。